# Fat Tree

Пример топологии fat-tree

Сеть fat tree (рус. утолщённое дерево) — топология компьютерной сети, изобретённая Чарльзом Лейзерсоном из MIT, является дешевой и эффективной для суперкомпьютеров. В отличие от классической топологии дерево, в которой все связи между узлами одинаковы, связи в утолщённом дереве становятся более широкими (толстыми, производительными по пропускной способности) с каждым уровнем по мере приближения к корню дерева. Часто используют удвоение пропускной способности на каждом уровне.
Сети с топологией fat tree являются предпочтительными для построения кластерных межсоединений на основе технологии Infiniband.